# 한국IT직업전문학교
한국IT직업전문학교는 서울특별시 서초구 양재동에 있는 IT/디자인 분야 특성화 직업전문학교로 줄여서 한아전이라고 부른다.
양재관과 다산관으로 이루어져있다. 두 건물의 이동거리는 도보 약 1~2분이다.

## 연혁
- 1998년 9월 한국IT직업전문학교 설립하여 2023년 개교 25주년을 맞이했다.

## 교육시스템
한국IT전문학교는 노동부 인가로 만들어진 게임/IT/디자인 분야 특성화 전문학교이다.
취업을 목적으로 현장 실무 위주 교육을 진행하는 곳으로 기초 학기 외에 심화 팀 프로젝트 학기, 재학생 멘토링 시스템, 프로젝트 발표회 등의 커리큘럼이 있다. 
또한 학점은행제를 통해 졸업 시 4년제 일반 학사 학위를 취득할 수 있어 대학 졸업과 동등한 학력으로 인정되기 때문에
학사 편입 및 대학원 진학이 가능하다.

## 프로젝트식 교육
한국IT전문학교의 교육 시스템은 문제해결 능력을 갖춘 창의적 인재 양성을 목표로 한다.
이곳의 프로젝트식 교육 시스템은 학생들이 단순히 교수의 지식을 암기하는 방식이 아닌
학생들이 팀을 이뤄 주도적으로 프로젝트 작품을 개발하는 형태로 교육이 진행되어 커뮤니케이션 능력, 협업 능력을 기를 수 있다.
이러한 교육 시스템은 포트폴리오로 활용되어 매년 높은 취업률을 보이고 있다.

## 팀 프로젝트 학기
한국IT전문학교의 핵심 교육 시스템이라고 할 수 있다. 재학생이라면 반드시 들어야 하는 교육이다. 일반 학교들은 보통 여름에 약 2개월, 겨울에 약 3개월 정도의 방학 기간을 갖지만 한국IT전문학교는 방학 기간 없이 1년 52주 중 50주를 운영하며, 특히 여름방학에 약 8주, 겨울방학에 약 10주 정도의 프로젝트가 진행된다. 
마지막 주차에 작품을 공개하는 발표회로 마무리가 된다. 프로젝트를 자기 주도적으로 진행하며 문제해결 능력을 키우고 교수 뿐 아니라 본교 
졸업생이 멘토로 참여해 프로젝트를 함께 진행한다.  

## 기초학기 멘토링 시스템
기초 학기에 진행되는 멘토링 시스템은 재학생 1학년, 2학년, 3학년 누구나 멘토가 될 수 있다. 
멘토가 되는 학생이 평소 부족했다고 생각했거나, 더 공부하고 싶은 분야에 대한 주제를 정하면
멘토와 함께 하고 싶은 멘티들이 신청해서 팀이 만들어지고 함께 공부를 해나가게 된다.
시험을 보거나 출석 체크를 하는 것이 아니라 배우고 싶은 것을 공부하려는 학생들이 모여 운영되는 기초 학기 멘토링 시스템인 만큼
온/오프라인 상관없이 학생들끼리 자유롭게 소통하며 서로의 발전을 위해 함께하여 참여하는 학생들의 만족도가 높다.

## 프로젝트 발표회
여름방학 기간에 약 8주, 겨울방학 기간에 약 10주 정도 진행되는 심화 프로젝트 학기의 마지막 주차에 진행된다.
그 동안의 결과물을 공개하는 자리로 재학생, 예비 신입생은 물론 업계 실무진이 자리에 참석해 학생들의 작품을 보고 스카웃까지 이루어지게 된다.

## 개설 전공
다음은 2025년 기준 한국IT전문학교의 개설 전공이다.
| 게임계열                                 | IT융합계열                                                                   | 디지털디자인계열                                                  |
| ---------------------------------------- | ---------------------------------------------------------------------------- | ----------------------------------------------------------------- |
| - 게임그래픽 - 게임프로그래밍 - 게임기획 | - 컴퓨터공학 - 소프트웨어공학 - 인공지능·빅데이터 - 정보보안 - 해킹·바이러스 | - 웹툰·애니 - 일러스트레이션·드로잉 - 디지털시각·멀티미디어디자인 |